# Annika Ekdahl
Annika Ekdahl, född 1955 i Stockholm, är en svensk textilkonstnär, som skapar vävda tapeter i en blandning av renässans och barock. Hennes storskaliga verk har ställts ut i Europa och Australien. 2013 belönades hon med Nordiska textilpriset.

## Biografi
Annika Ekdahl växte upp och studerade i Stockholm. 1978 blev hon intresserad av textilier och började arbeta med textilkonst. I början av 1980-talet flyttade Ekdahl till Blekinge och började studera vid Högskolan för design och konsthantverk, HDK i Göteborg och blev Master of Fine Arts 1994. Från 2002 var hon lärare vid Blekinge tekniska högskola och 2008 adjungerad professor vid HDK till 2011.

## Verklista (urval)
År 2000 började Ekdahl skapa serien Barockfesten. Flera av dessa gobelänger mäter 3x3 meter.
1. Barockfesten (2000) – tillhör Röhsska museet i Göteborg.
2. Bröllopet i Queens (2002) – Statens konstråd, ställs ut vid Uppsala Universitet.
3. Darlings (2003) – Falkenbergs kommun.
4. Theater in the Park (2006) – Värmlands museum i Karlstad.
5. Definitely Gold (2008) – Västra Götalands regionråd.

2013 erhöll Ekdahl Nordic Award in Textiles vid en ceremoni i Abecita Konstmuseum i Borås. Därefter skapade hon ytterligare två gobelänger:

Follow me-Shine och Follow Me-Grow Båda installerades vid University of Oslo 2015.

## Priser och utmärkelser (urval)
- 2013 – The Nordic Award in Textiles
- 2013 – Prins Eugen-medaljen
- 2018 – Sten A Olssons kulturstipendium[5]
- 2023 – Tore A Jonassons konstnärsstipendium